# El sol sale todos los días
El Sol Sale Todos los días es una película española de 1958 dirigida por Antonio del Amo, escrita por Juan Antonio Cabezas y protagonizada por Marisa de Leza, Enrique Diosdado y Mercedes Monterrey.
Los decorados de la película fueron diseñados por Enrique Alarcón.

## Reparto
- Marisa de Leza es Lina.
- Enrique Diosdado es Diógenes.
- Mercedes Monterrey es Teresa.
- Barta Barri es Pelotti
- Luis Pérez de León es Sr. Román
- Francisco Bernal es Portero del hospital.
- Manuel Aguilera es Guardia civil.
- Aníbal Vela es Alcalde.
- Manuel Guitián es Trabajador en feria.
- Ángel Calero
- Ernesto Lerín
- Miguel Ángel Rodríguez cuando Gorrión.
- Daja-Tarto es Ravi Ramátraka